# 6314 Reigber
6314 Reigber este o planetă minoră (asteroid), cu un diametru de 5,134 km, din centura de asteroizi. A fost descoperită pe 17 septembrie 1990 la Observatorul Palomar de Henry E. Holt și a fost numită după Christoph Reigber⁠(d). 
Obiectul prezintă o orbită caracterizată de o semiaxă mare de 2,2566589 UAi, o excentricitate de 0,13, o înclinație de 5,21985 ° în raport cu ecliptica.